# Type 2 Ka-Mi
Il Type 2 Ka-Mi è stato un carro armato anfibio giapponese basato sul mezzo leggero Type 95 Ha-Go e adoperato nel corso della seconda guerra mondiale.
L'originale blindato venne modificato nella forma dello scafo cui vennero aggiunti dei pontoni cavi e un'elica per favorire il movimento in acqua; armato con un cannone da 37 mm e dotato di scarse corazzature, il Type 2 doveva appoggiare azioni anfibie ma fu spesso utilizzato in battaglia oppure interrato nelle isole occupate dall'Impero giapponese.

## Storia

### Sviluppo
I giapponesi avevano mostrato interesse nei mezzi anfibi già negli anni venti, tanto che nel 1928 l'esercito imperiale stanziò fondi per la progettazione di un veicolo anfibio. Le prove furono condotte con un semicingolato, che però dimostrò scarse prestazioni a terra: così i comandi preferirono orientarsi verso altri progetti, ma per tutti gli anni trenta continuarono esperimenti a bassa priorità per realizzare un carro anfibio. Tra questi figurava l'applicazione di due grandi taniche galleggianti al Type 95 Ha-Go ma sebbene il mezzo stesse in superficie la guida rimaneva difficoltosa e imprecisa; il progetto fu dunque momentanenamente annullato, anche perché l'industria giapponese era nuova a simili richieste.
L'idea di trarre un anfibio dal Type 95 però non decadde e gli ingegneri ne ridisegnarono lo scafo, rendedolo più largo e voluminoso, mantenendone la meccanica e molti componenti. Al posto delle taniche si usarono due pontoni che dettero risultati nettamente migliori, ma nel 1940 l'esercito cedette tutto il lavoro svolto e tutti i modelli alla marina imperiale, che nell'estate 1942 portò a termine le sperimentazioni e ordinò i primi esemplari del "Type 2 Ka-Mi": i dirigenti navali pensavano di servirsene utilmente per agevolare gli sbarchi di truppe nelle isole dell'Oceano Pacifico, spesso prive di porti, o di affidare loro speciali missioni belliche.

### Produzione
Dimostratosi un mezzo particolarmente ben riuscito, fu subito richiesto per essere mandato al fronte ma la costruzione procedette lentamente a causa della sua complessità tecnica, che richiedeva una lavorazione artigianale di molte parti meccaniche. Sebbene prodotto in neanche 190 unità totali durante il 1942, fu il carro anfibio giapponese più diffuso.

### Impiego operativo
La lunga gestazione del Type 2 impedì comunque che fosse pronto per gli sbarchi condotti a Guadalcanal e in Nuova Guinea nel luglio 1942, che si sarebbero rivelati l'ultima operazione nipponica di tale tipo del Pacifico. Passata l'iniziativa militare in mano agli Alleati, Stati Uniti in primis, i giapponesi lo utilizzarono come carro leggero, da supporto fanteria o addirittura da combattimento, a seconda delle esigenze; a volte fu anche interrato fino alla torretta, perdendo così la possibilità di sfruttare le sue capacità anfibie. Il Type 2 fu dispiegato nelle isole del Pacifico sudoccidentale, nei protettorati nipponici delle Isole Marshall, delle Marianne e anche nelle ex Indie Olandesi.
Due compagnie di Type 2 erano presenti sull'isola di Kwajalein, attaccata nel gennaio del 1944, quali supporto corazzato alla 6ª Forza da base speciale della Marina imperiale; altri tre facevano parte del reparto corazzato denominato 55ª unità di guardia, proveniente dalla 1ª Forza da sbarco speciale "Yokosuka", di stanza a Saipan (Isole Marianne). Anche a Guam i giapponesi disponevano di qualche carro, che impiegarono erroneamente come casematte, interrandone lo scafo e lasciando scoperta solo la torretta. Nelle Filippine, attaccate in forze dagli Stati Uniti il 20 ottobre 1944, si trovava la Forza da sbarco speciale del capitano di corvetta Itoh con dieci Type 2. Questa unità fu tra le ultime a essere inviata al porto di Ormoc, sull'isola di Leyte, per frenare l'avanzata avversaria: i carri giapponesi lasciarono le navi trasporto e otto raggiunsero la spiaggia, ma furono distrutti o catturati dalle truppe statunitensi, che controllavano ormai tutto il litorale.

## Caratteristiche
Il nuovo Type 2 riusciva a flottare in superficie grazie a due pontoni d'acciaio cavi, uno anteriore diviso in 8 compartimenti (al fine di minimizzare eventuali danni) ed uno posteriore, che agganciati allo scafo mediante morsetti gli davano una forma idrodinamica; il movimento in acqua era garantito da due grandi eliche che spingevano il carro a 10 km/h massimi. L'aumentato spazio interno permise un equipaggio di 5 uomini, dei quali un meccanico che controllasse il corretto funzionamento del sistema di locomozione. Fu mantenuto il treno di rotolamento del Type 95, con quattro doppie ruote accoppiate a due carrelli, due doppi rulli superiori, ruota motrice anteriore e di rinvio posteriore, entrambe doppie; i due carrelli erano vincolati a due bracci oscillanti longitudinali che condividevano una grossa molla elicoidale montata in orizzontale. I cingoli, del tipo "dry pin", erano in acciaio e larghi 305 mm, ognuno composto da 103 maglie con una guida a dente centrale. Da notare come il piatto di tutte le ruote fosse stato forato per alleggerire il più possibile il carro. La meccanica comprendeva la trasmissione anteriore e il cambio con quattro marce avanti più una retromarcia, fornito inoltre di differenziale: l'albero la collegava all'apparato motore situato nel vano posteriore dello scafo, un Mitsubishi diesel NVD 6120 da 6 cilindri in linea dalla potenza di 120 hp a 1.800 giri al minuto. Quando era sulla terraferma, il mezzo era guidato dal pilota attraverso due leve direzionali coadiuvate dall'azione congiunta della frizione e del freno; quando invece si trovava in acqua, era il capocarro che lo dirigeva con l'utilizzo di un timone che era collegato alle eliche da cavi d'acciaio.

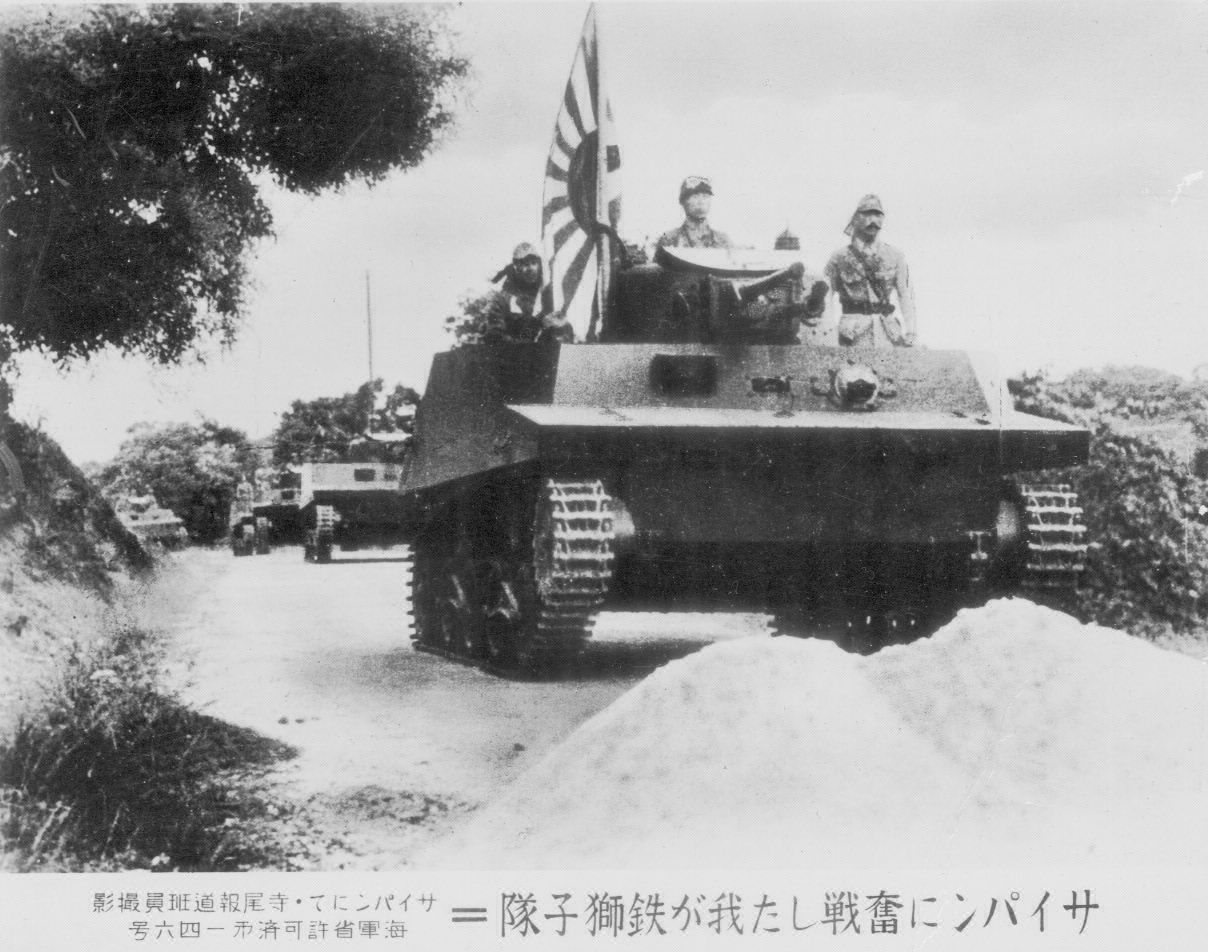
Alcuni Type 2 Ka-Mi mentre percorrono un sentiero sull'isola di Saipan, nell'arcipelago delle Marianne

La corazzatura si componeva di grandi lastre spesse al massimo 12 mm sulla parte frontale dello scafo e 13 mm sul lato anteriore e sui fianchi della torretta; poiché erano per lo più verticali, offrivano quindi superfici facilmente penetrabili e per questo motivo non sempre i pontoni venivano rimossi, perché fornivano una sia pur leggera protezione supplementare. L'armamento principale constava di un cannone Type 1 da 37 mm L/45,9 il cui alzo andava da -11,5º a +5,5º, mentre il brandeggio era limitato a 20° e indipendente dalla rotazione della torretta; con un rateo massimo di venti colpi al minuto e una velocità iniziale di 785 m/s, poteva sparare sia granate ad alto esplosivo che perforanti, entrambe pesanti 700 grammi. I valori di penetrazione di lastre inclinate a 30° erano pari a 39 mm dalla distanza di 100 metri, scendevano a 32 mm da 500 metri e infine calavano a 25 mm quando si faceva fuoco da 1.000 metri. Erano inoltre disponibili due mitragliatrici Type 97 da 7,7 mm per il contrasto della fanteria, una coassiale al cannone e una in casamatta.
Parecchie migliorie furono introdotte, quali l'installazione della radio e di un interfono, la possibilità di sganciare i pontoni dall'interno, la presenza di una pompa per eventuali infiltrazioni, l'uso esteso della saldatura per ottimizzare la tenuta stagna del mezzo; ove non era stato possibile adoperare tale procedimento si era provveduto a sostituire i rivetti con sigilli di gomma. Spesso erano presenti protezioni di fortuna attorno alle prese d'aria del motore, posizionate sulla parte superiore dello scafo e coperte solo da una rete metallica, mentre a volte veniva installata in fabbrica una piccola torre che convogliava i tubi di scarico verso l'alto e serviva anche a evacuare eventuali gas.